# Nikołajewka (rejon sargacki)
Nikołajewka (ros. Николаевка) – wieś (dieriewnia) w Rosji, w obwodzie omskim, w rejonie sargackim. W 2010 liczyła 74 mieszkańców.